# Nocedo (Orense)
Nocedo (llamada oficialmente San Cibrao de Nocedo) es una parroquia y un lugar español del municipio de Blancos, en la provincia de Orense, Galicia.

## Toponimia
La parroquia también es conocida por el nombre de San Ciprián de Nocedo.

## Organización territorial
La parroquia está formada por dos entidades de población:
- Nocedo
- Nóveas

## Demografía

### Parroquia
| Gráfica de evolución demográfica de Nocedo (parroquia) entre 2000 y 2022 |
|                                                                          |
| Datos según el nomenclátor publicado por el INE.                         |

### Lugar
| Gráfica de evolución demográfica de Nocedo (lugar) entre 2000 y 2022 |
|                                                                      |
| Datos según el nomenclátor publicado por el INE.                     |